# EROFS
EROFS (anglicky Enhanced Read-Only File System) je odlehčený souborový systém pro linuxové jádro vyvinutý firmou Huawei. Cílem EROFS je poskytnout úsporu úložného prostoru pomocí transparentní komprese dat a vysoký výkon pouze pro čtení na zařízeních, které mají omezené hardwarové možnosti, jako například smartphony se systémem Android.

## Historie
Všechna nové zařízení prodávaná se systémem EMUI 9.0.1 a novějším, používají EROFS.
EROFS byl inzerován jako hlavní novinka v EMUI 9.1. Do jádra Linuxu byl oficiálně přidán ve verzi 5.4 v listopadu 2019. Všechna nová zařízení s Androidem 13 (vydaném v roce 2022), které budou používat Mobilní služby Google (balík GMS), musí povinně použít EROFS.